# دونگ انرژی

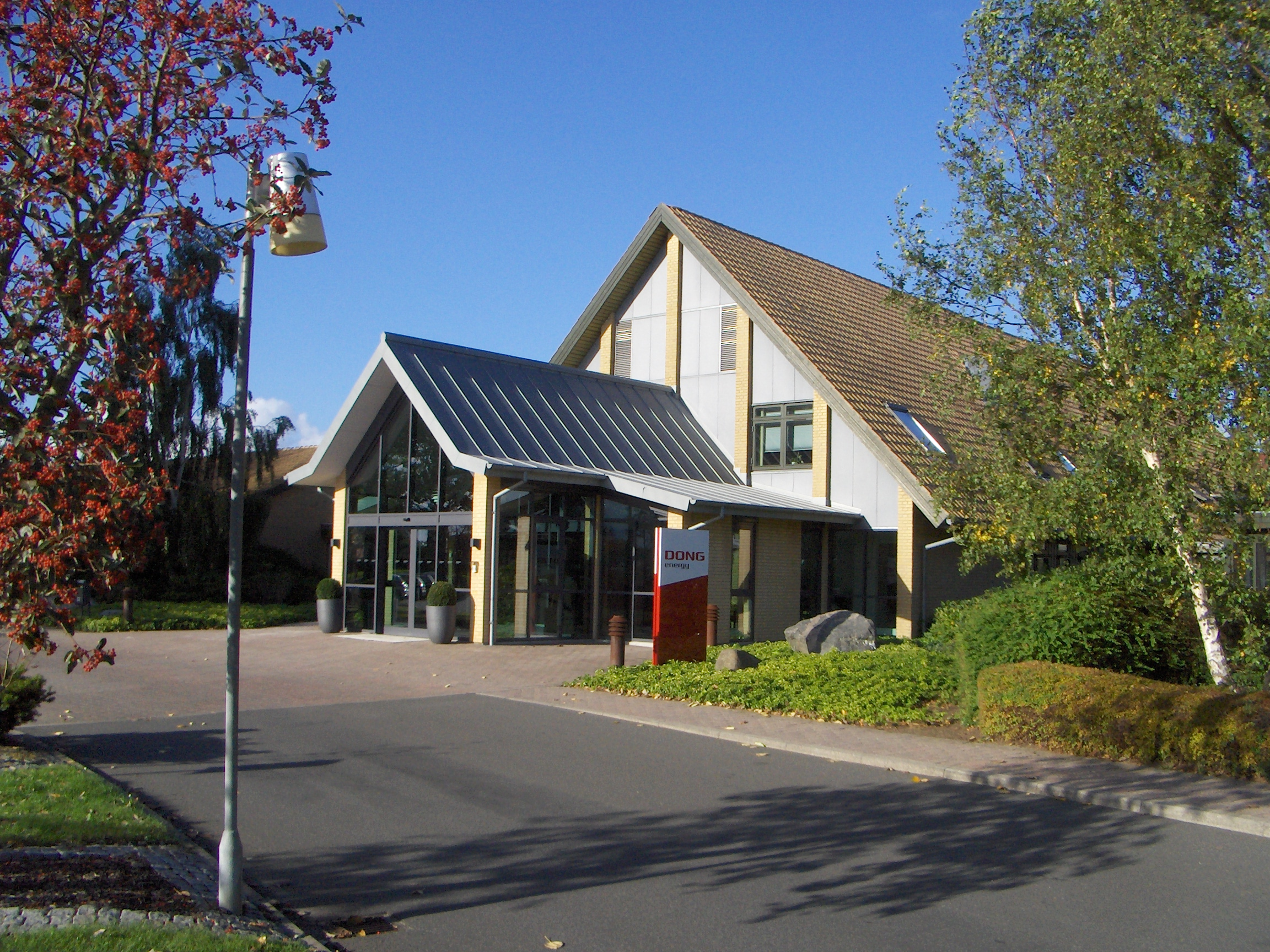
دفتر مرکزی دونگ انرژی در شهر فردریشیا، دانمارک

دونگ انرژی (به انگلیسی: DONG Energy) شرکت نفت و گاز دانمارکی است، که در زمینه توزیع برق نیز فعالیت می‌کند. این شرکت بزرگترین شرکت حوزه انرژی در کشور دانمارک محسوب می‌شود و بخش اعظم سهام آن (۷۶ درصد) در اختیار دولت دانمارک است.
بخشی از سهام شرکت دونگ انرژی در بازار بورس کپنهاگ دادوستد می‌شود. عملیات عمده این شرکت در زمینه اکتشاف و تولید نفت خام و گاز طبیعی متمرکز است، در بازارهای اصلی این شرکت، در کشورهای دانمارک، سوئد، هلند، بریتانیا و آلمان مستقر می‌باشد.